# Cladosporium brunneum
Cladosporium brunneum är en svampart som beskrevs av Corda 1837. Cladosporium brunneum ingår i släktet Cladosporium och familjen Davidiellaceae.   Inga underarter finns listade i Catalogue of Life.